# Słonecznica wąskolistna
Słonecznica wąskolistna, słonecznica czterodzielna (Heliosperma pusillum (Waldst. & Kit.) Rchb.) – gatunek rośliny z rodziny goździkowatych. Występuje w górach południowej i środkowej Europy – na północy sięgając po Tatrach, na zachodzie po Góry Kantabryjskie, na południu po Sycylię, na wschodzie po Karpaty. Jest jedynym rodzimym przedstawicielem rodzaju słonecznica w Polsce, znanym tylko z Tatr. 

## Morfologia

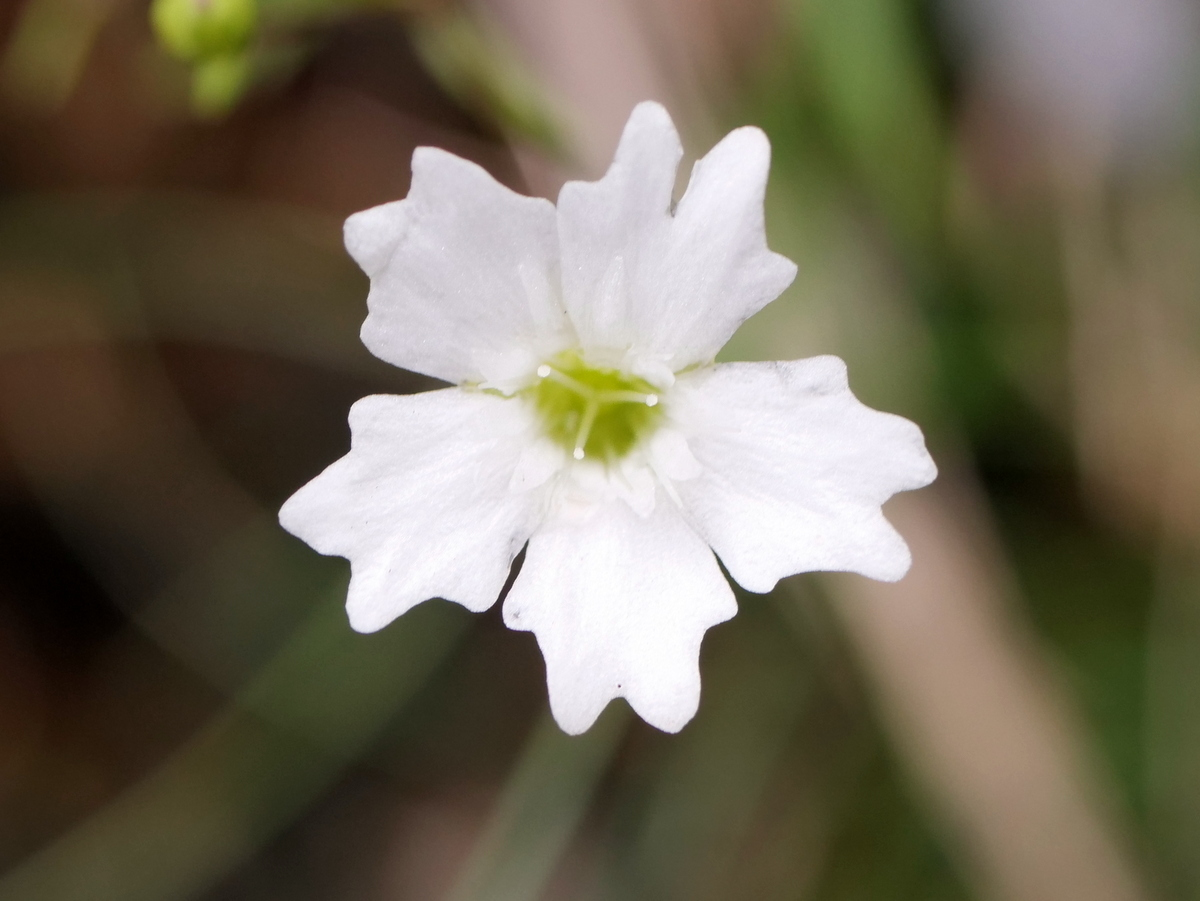
Kwiat

PokrójRoślina z licznymi cienkimi i płożącymi się pędami płonnymi oraz podnoszącymi się, również cienkimi łodygami kwiatowymi. Wysokość do 20(30) cm.
LiścieUlistnienie nakrzyżległe, liście niemal równowąskie, 1-nerwowe, orzęsione, o szerokości ok. 1 mm. Od kształtu liści pochodzi polska nazwa gatunkowa tej rośliny.
KwiatyNieliczne, zebrane w wierzchotkę. Są białe lub różowe, 5-krotne z przykoronkiem. Kielich dzwonkowaty, płatki korony drobne, 4-ząbkowe (czasami tylko wycięte) z nagim paznokciem. Wewnątrz korony 1 słupek z 3 znamionami i 10 pręcików.
OwocJajowata torebka otwierająca się 6 ząbkami na szczycie z licznymi, drobnymi nasionami. Nasiona te na powierzchni posiadają promienistą skulpturę i stąd pochodzi nazwa rodzaju (helios po grecku znaczy słońce).

## Biologia i ekologia
Bylina, hemikryptofit. Kwitnie od czerwca do sierpnia. Siedlisko: nad potokami, w źródliskach, na wilgotnych skałach i żwirkach. Występuje zarówno na podłożu wapiennym, jak i granitowym. W klasyfikacji zbiorowisk roślinnych gatunek charakterystyczny dla Ass. Cratoneuretum falcati.

## Taksonomia
Gatunek w wielu publikacjach określany jest nazwą Silene quadridentata lub Heliosperma quadridentatum (w zależności od ujęcia systematycznego), jednak typifikacja tej nazwy wykazała, że odnosiła się ona pierwotnie do rosnącej w Alpach słonecznicy alpejskiej H. alpestre. Już w 1939 nazwa ta w efekcie została uznana za nomen ambiguum (nazwę wątpliwą). W 2009 nazwa ta została ostatecznie odrzucona. Mimo to użyta została jeszcze np. w 2020 w liście flory polskiej.